# Madame Claude
Fernande Grudet, pseud. Madame Claude (ur. 6 lipca 1923, zm. 19 grudnia 2015) – francuska sutenerka. W latach sześćdziesiątych była szefową organizacji zajmującej organizowanie spotkań pracujących w niej prostytutek z klientami, którymi byli przeważnie wpływowi przedsiębiorcy, urzędnicy i politycy.

## Życiorys
Urodziła się 6 lipca 1923 w Angers, we Francji. Początki jej biografii są niepewne. Według jej własnej relacji była córką arystokraty, a dzieciństwo spędziła w elitarnej przyklasztornej szkole prowadzonej przez zakonnice. W czasie II wojny światowej miała działać we francuskim ruchu oporu, co nie zostało nigdy potwierdzone.
Według innej wersji była córką gońca kolejowego, który zmarł gdy miała 18 lat.
Prawdopodobnie po wojnie zaczęła pracę jako prostytutka. Wkrótce potem założyła własny dom publiczny, w którym zatrudniała inne dziewczyny. Przybytek ten prowadziła w drogiej 16. dzielnicy Paryża. Przypisuje jej się powiedzenie: „Są dwie rzeczy, które zawsze dobrze się sprzedają: jedzenie i seks”.
W jej agencji zatrudnienie znajdywały dziewczyny, które odznaczały się urodą oraz inteligencją oraz przeszły specjalny casting dla nich zorganizowany. Wiele z nich wyszło potem za swoich klientów lub też zrobiło karierę aktorską.
Jej bogata klientela obejmowała polityków, dygnitarzy oraz wpływowych przedsiębiorców. Sama Grudet twierdziła, że wśród jej klientów byli m.in. John F. Kennedy, Gianni Agnelli oraz Arystoteles Onassis. U szczytu jej powodzenia pracowało dla niej ponad 200 dziewczyn (według niektórych źródeł 500). 
W 1974 roku we Francji do władzy doszła centroprawica, która rozpoczęła walkę z prostytucją. W 1976 roku, sędzia Jean-Louis Bruguière postawił organizacji Grudet zarzut oszustw podatkowych - niezapłacenie podatków w wysokości 11 mln franków.
W tej sytuacji Grudet zdecydowała się na ucieczkę z Francji do Los Angeles, gdzie zamierzała kontynuować swój biznes. Jednak wobec braku nowych klientów postanowiła powrócić do kraju. Po powrocie trafiła w 1986 roku na cztery miesiące do więzienia.
Po wyjściu z więzienia próbowała wskrzesić swoją organizację, jednak w 1992 roku znów została aresztowana. Po ponownym opuszczeniu więzienia wycofała się z publicznego życia osiedlając się w Nicei, gdzie zmarła w 2015 roku.
Jej historia zainspirowała wielu pisarzy. Na podstawie jej biografii powstał film, Madame Claude (1977), z Françoise Fabian w roli głównej.